# Afmeerhulpysteem
Een afmeerhulpsysteem (vaak in het Engels Docking Aid System of Berthing Aid System genoemd) is een systeem dat dient om in havens het afmeren en vertrekken te vergemakkelijken van grote schepen, zoals gastankers, bulkcarriers, RoRo’s, veerboten en containerschepen. Een dergelijk systeem verbetert tijdens het afmeren de samenwerking tussen bemanning en havenpersoneel en minimaliseert de kans op schade.
Het voordeel van dit systeem ten opzichte van algemene satellietnavigatiesystemen is dat het minder afhankelijk is van externe factoren, en bovendien nauwkeuriger.

## Werking
De werking van het systeem berust op de registratie van nauwkeurige realtime data over zowel de positie als de relatieve naderingssnelheid van het schip ten opzichte van de kade. Vroeger werd gebruik gemaakt van sonar- en radartechnologie, maar omdat de hedendaagse lasersensoren het meest betrouwbaar zijn bij afmeeroperaties, zijn de recentste modellen hiermee uitgerust. Een dergelijk systeem wordt een Laser Docking System genoemd, en bevat ten minste de volgende elementen:
- minstens twee lasersensoren op de kade voor het meten van de afstand tot boeg en spiegel van het schip
- besturingspaneel aan de wal
- displays voor het uitlezen van de gegevens: grote schermen aan wal of mobiele systemen zoals laptops, tablets en smartphones.

Bijkomend kunnen mobiele systemen door meerdere instanties gebruikt worden: havenpersoneel, bemanning van het primaire schip en sleepboten die assisteren bij het afmeren.

## Nauwkeurigheid
De metingen gebeuren met een nauwkeurigheid van ongeveer 0,1 m, die binnen een seconde wordt weergegeven op een display. Deze vereisten zijn belangrijk tijdens de nadering in de kritieke 0-200 meter-zone.

## Voornaamste fabrikanten
- Marimatech (BAS; Berthing Aid System)
- Trelleborg Harbour Marine (SmartDock Laser Docking Aid System)
- Koden Electronics (SRD-303i Laser Docking Ranger)
- Metratek (DockAssist)